# István Hernek
István Hernek (Törökbálint, Pest, 23 de abril de 1935) é um ex-canoísta de velocidade húngaro na modalidade de canoagem.

## Carreira
Foi vencedor da medalha de prata em C-1 1000 m em Melbourne 1956.